# Березнер Лев Олександрович
Лев Олександрович Березнер (нар. 6 червня 1970, Обнінськ, Калузька область, СРСР) — радянський і російський футболіст, підприємець, менеджер, політичний і громадський діяч.
Вищі досягнення в спортивній кар'єрі пов'язані з новоросійським клубом «Чорноморець». Співвласник (з 1994 року) і генеральний директор обнінської аптечної мережі «Фіто Фарма». Депутат Обнінських міських Зборів п'ятого (2005—2010) і шостого (2010—2015) скликань. Голова Федерації футболу міста Обнінська (з 2004 року).

## Біографія

### Ігрова кар'єра
Закінчив середню школу № 1 імені С. Т. Шацького міста Обнінська (1977—1987). Вихованець обнінської футбольної школи, учень Юрія Олексійовича Шуванова.
Кар'єру розпочав у 1987 році у другий команді московського «Динамо», яка виступала у Другій лізі першості СРСР, за яку за чотири сезони провів 100 матчів. У складі головної команди зіграв одну гру на Кубок Федерації у 1989 році.
Сезон 1991 року провів у Першій лізі СРСР за сухумське «Динамо». 
Після розпаду СРСР, з 1992 року, виступав за чернівецьку «Буковину» у новоствореній Вищій лізі України, де дебютував 7 березня 1992 року в матчі проти тернопільської «Ниви» (2:1). Всього провів у найвищому українському дивізіоні 5 матчів і забив один гол, а також провів 3 матчі у національному кубку.
Влітку 1992 року перейшов в новоросійський «Чорноморець», за який грав до закінчення кар'єри в 1999 році.
Напередодні сезону 1998 року у спаринг-матчі Березнер отримав травму стопи. Наслідки травми, а також переведення з нападу в півзахист і пов'язане з цим зменшення кількості голів, призвели до відставки Олега Долматова привели по закінченні сезону 1999 року до відрахування Березнера з команди з формулюванням «за розкладання колективу».
Після «Чорноморця» були варіанти продовження кар'єри в «Амкарі» та «Анжі». Перед початком сезону 2000 року був близький до підписання контракту з ЦСКА, який тренував Долматов, однак керівництво клубу вирішило не брати його у команду, і Березнер вирішив покінчити з футболом.
За власними словами, протягом кар'єри зловживав алкоголем, а також провокував гравців суперника порушувати на собі правила у штрафному майданчику, завдяки чому заробляв «липові» пенальті.

### Подальше життя
Ще будучи гравцем, володів разом з батьком в Обнінську трьома аптеками. Після закінчення футбольної кар'єри повернувся в рідне місто, де став головою міської Федерації футболу та депутатом Обнінських міських Зборів в комітеті з бюджету, фінансів та податків.
У 2005 році закінчив кафедру менеджменту організації факультету менеджменту Обнінської філії Державного університету управління (денне відділення, магістр)

## Досягнення
У списку 33 найкращих футболістів чемпіонату Росії: 1997 (3 місце).

## Сім'я
- Батько — Олександр Львович Березнер, підприємець, менеджер. Співвласник обнінської мережі аптек «Фіто Фарма» (з 1994 року), раніше інженер.
- Брат — Дмитро Олександрович Березнер, радянський гімнаст, ізраїльський і російський тренер спортивної гімнастики. Чемпіон СРСР зі спортивної гімнастики.